# Vojta Žižka
Vojta Žižka (* 24. října 1991, Opočno), vlastním jménem Vojtěch Žižka, je český tvůrce podcastu, investor a bývalý investiční specialista v bance. Od října 2021 tvoří Investiční podcast Vojty Žižky, jeho rozhovory mají stovky tisíc zhlédnutí a poslechů.

## Život
Vystudoval bakalářský obor Marketing na Vysoké škole finanční a správní v Praze.
Od srpna 2012 pracoval v České spořitelně jako bankovní poradce a posléze investiční bankéř. Od června 2019 do ledna 2023 působil jako manažer týmu investičních bankéřů spravujících aktiva v hodnotě přes 12 miliard korun.
Od dubna do července 2021 pořádal debaty na platformě Clubhouse týkajících se zejména financí. Jeho hosty byly například ekonomové Danuše Nerudová, Helena Horská a Dominik Stroukal nebo investor Radovan Vávra.
V rozhovoru pro časopis Finmag pro něj bylo užito označení „finfluencer“. V rozhovoru pro E15 o sobě prohlásil, že chce být „Pohlreichem finančního světa“.

## Investiční podcast Vojty Žižky
Investiční podcast Vojty Žižky je od října 2021 zveřejňován průměrně dvakrát měsíčně v audio i video formě na několika platformách. Hlavní náplní jsou rozhovory s předními osobnostmi ze světa financí a podnikání, jejich příběhy a know-how. Hlavními sponzory podcastu jsou společnosti J&T Banka a Portu.
Pro produkci podcastu byla dne 7. listopadu 2022 založena společnost investicnipodcast s.r.o., kde je Vojtěch Žižka jediným společníkem a jednatelem.
Do února 2025 nasbíral podcast na platformě YouTube 63,7 tis. odběratelů.
V anketě Podcast roku 2023 získal projekt 3. místo v kategorii Objev roku a 2. místo v kategorii Byznys a osobní finance.
V podcastu vystoupili například:
- moderátor a podnikatel Jan Kraus;[10]
- bývalý šéf ČEZu a filantrop Martin Roman;[11]
- krizový manažer Václav Novák;[12]
- zakladatel Rohlik.cz Tomáš Čupr;[13]
- odbojář a podnikatel Josef Mašín;[14]
- novinář Miroslav Motejlek;[15]
- podnikatel a investor Petr Mára[16];
- podnikatel a investor Václav Dejčmar;[17]
- podnikatel a investor Leon Tsoukernik;[18]
- nejúspěšnější český hráč pokeru Martin Kabrhel;[19]
- český odborník na realitní trh Daniel Kotula.[20]

### Patreon
Část rozhovorů je zveřejňována pouze pro platící odběratele na platformě Patreon, jejich počet zde přesahuje 5600. Některé díly podcastu pak vůbec nevycházejí na YouTube ale exkluzivně pouze na Patreonu.
V podcastu tímto způsobem vystoupili například filantrop a matematik Karel Janeček či bývalý ministr financí Miroslav Kalousek.